# قوزلوجه
قوزلوجه یکی از روستاهای استان آذربایجان شرقی واقع در ۳۰ کیلومتری شهرستان عجب‌شیراست.